# Landkirchen auf Fehmarn
Landkirchen ist ein Dorf auf der Insel Fehmarn und ein Stadtteil der Stadt Fehmarn im Kreis Ostholstein in Schleswig-Holstein.

## Geschichte
Landkirchen wird im Waldemar-Erdbuch von 1230 noch nicht verzeichnet. Die Entstehung des Ortes wird mit dem Bau der Kirche St. Petri (vermutlich zwischen 1230 und 1250) gleichgesetzt. Das erklärt das relativ kleine Dorfareal. Die erste schriftliche Erwähnung datiert vom 26. September 1335.  In de Landt Kercke, teilweise auch landeskrone genannt, kreuzte die wichtigste Ost-West-Verbindung der Insel mit der wichtigsten Nord-Süd-Straße.  
Landkirchen weist eine geschichtliche Besonderheit auf: Hier tagte einst die Fehmarnsche Landschaftsversammlung, eine Art Bauernparlament mit 110 Abgeordneten der angesehensten Fehmarner Familien. Im Jahre 1320 hatte der dänische König Christoph II. (Dänemark) für die ganze Insel das fehmarnsche Landrecht eingeführt. Ausgenommen war die Stadt Burg auf Fehmarn.  So wurde das zentral gelegene Landkirchen Verwaltungsmittelpunkt und Hauptversammlungsort, damit Hauptort der Insel, worauf der Name des Ortes heute noch hinweist. Die Satzungen, Urkunden und Siegel der Fehmarnschen Landschaftsversammlung, die bis zur Ablösung durch die preußische Gesetzgebung 1867 gültig waren, wurden hier in einer großen, noch erhaltenen Lade, dem Landesblock, einer mächtigen, bereits im 13. Jahrhundert angefertigten Eichenholztruhe, aufbewahrt. Die Dokumente befinden sich heute im Kieler Staatsarchiv, der Landesblock selbst steht heute noch an seinem ursprünglichen Platz in der Petri-Kirche, der damit eine durchaus weltliche Bedeutung zukommt.
Rund um Kirche und Friedhof siedelten sich im Laufe der Jahrhunderte Handwerker mit geringem Landbesitz an, eine Volkszählung von 1693 weist 40 Wohnstätten auf. Es gab Gastwirtschaften, Zimmerer, Schmiede, Glaser, Weber und Drechsler für den Bedarf der umliegenden Dörfer.
In den Hexenverfolgungen 1639 sind fünf Verfahren wegen Hexerei und Zauberei belegt. Mindestens drei Menschen aus Landkirchen wurden in den Hexenprozessen hingerichtet.
In den Jahren von 1847 bis 1853 lebte der Schriftsteller Klaus Groth als Gast beim Landkirchener Organisten Leonhard Selle und schrieb in dieser Zeit seine niederdeutsche Gedichtsammlung Quickborn.
Hausmarke werden die Symbole genannt, mit denen früher die zu einem bestimmten Haus gehörenden Gebäude, Gerätschaften, Grenzsteine und Ähnliches gekennzeichnet wurden. Nur freie Bauern verfügten über Hausmarken, nicht jedoch Tagelöhner oder Handwerker. Ursprünglich waren auf Fehmarn über 200 verschiedene Hausmarken in Gebrauch. Manche von ihnen ähnelten germanischen Runen oder geometrischen Figuren. Heute sind die Hausmarken, bis ins 17. Jahrhundert hinein auch als Siegel oder als Ersatz für eine Unterschrift in Gebrauch, nur noch selten zu sehen. In Landkirchen sind sie auch auf den Betschemeln in der Petrikirche zu finden.
Das Dorf Landkirchen ist namensgebend für das Amt Landkirchen, das am 1. Dezember 1970 im neugebildeten Amt Fehmarn aufging, und die Gemeinde Landkirchen.
Der Name der Gemeinde Landkirchen wurde am 1. Januar 1975 amtlich in Landkirchen auf Fehmarn geändert. Am 1. Januar 1978 wurden das Amt Landkirchen aufgelöst und die bisher zum Amt gehörende Nachbargemeinde Avendorf auf Fehmarn eingegliedert. Seit dem 1. Januar 2003 gehört Landkirchen zur Stadt Fehmarn. Es gibt einen Ortsbeirat Landkirchen auf Fehmarn, der in der Stadt Fehmarn das Gebiet der ehemaligen Gemeinde Landkirchen vertritt.

## Sehenswürdigkeiten
Die nordöstlich des Ortes an der Straße nach Ostermarkelsdorf gelegene Gedenkstätte Kriegssoll mit dem gleichnamigen Teich ist sehenswert. Sie erinnert an eine Schlacht auf Fehmarn während des Dreißigjährigen Krieges am 29. Juni 1644.
Die Strecke der Inselbahn durch Landkirchen ist seit 1956 für den Personen- und seit 1994 für den Güterverkehr stillgelegt, die Gleise sind u. a. im Bereich des Mühlenweges noch zu sehen. Auf der Trasse wurde ein Radfahrweg angelegt.

## Persönlichkeiten
- Otto Kähler (* 1905 in Landkirchen; † 1983), Volkswirt, Präsident der Landeszentralbank Schleswig-Holstein